# Kabinett Kohl III (Rheinland-Pfalz)
Das Kabinett Kohl III war das elfte Kabinett der Landesregierung des Landes Rheinland-Pfalz nach dem Zweiten Weltkrieg. Es begann am 20. Mai 1975 und wurde vom Kabinett Vogel I am 2. Dezember 1976 abgelöst.
Grund für die kurze Amtszeit war, dass Helmut Kohl in die Bundespolitik wechselte: Er war bei der Bundestagswahl am 3. Oktober 1976 Kanzlerkandidat der Union, wurde erstmals in den Bundestag gewählt und trat dann als Ministerpräsident von Rheinland-Pfalz zurück. 
| Amt                                      | Name                  | Partei | Partei |
| ---------------------------------------- | --------------------- | ------ | ------ |
| Ministerpräsident                        | Helmut Kohl           |        | CDU    |
| Inneres                                  | Heinz Schwarz         | CDU    |        |
| Justiz                                   | Otto Theisen          | CDU    |        |
| Finanzen                                 | Johann Wilhelm Gaddum | CDU    |        |
| Kultus                                   | Bernhard Vogel        | CDU    |        |
| Landwirtschaft, Weinbau und Umweltschutz | Otto Meyer            | CDU    |        |
| Wirtschaft und Verkehr                   | Heinrich Holkenbrink  | CDU    |        |
| Soziales, Gesundheit und Sport           | Heiner Geißler        | CDU    |        |